# Ружина Шпіцер
Ружина Шпіцер  (угор. Spitzer Fruzsina) нар. 17 березня 1986, Орадя, Румунія) — угорська  художниця   сучасного мистецтва, працює в галузі  комп'ютерного мистецтва, або ж медіа-мистецтва, автор та співавтор  понад 200  фільмів і робіт цифрового мистецтва, які демонструвалися в різних країнах світу, куратор національних і міжнародних  мистецьких проєктів, віце-президент  Угорської Асоціації Електрографічного Мистецтва 

## Життєпис і творчість

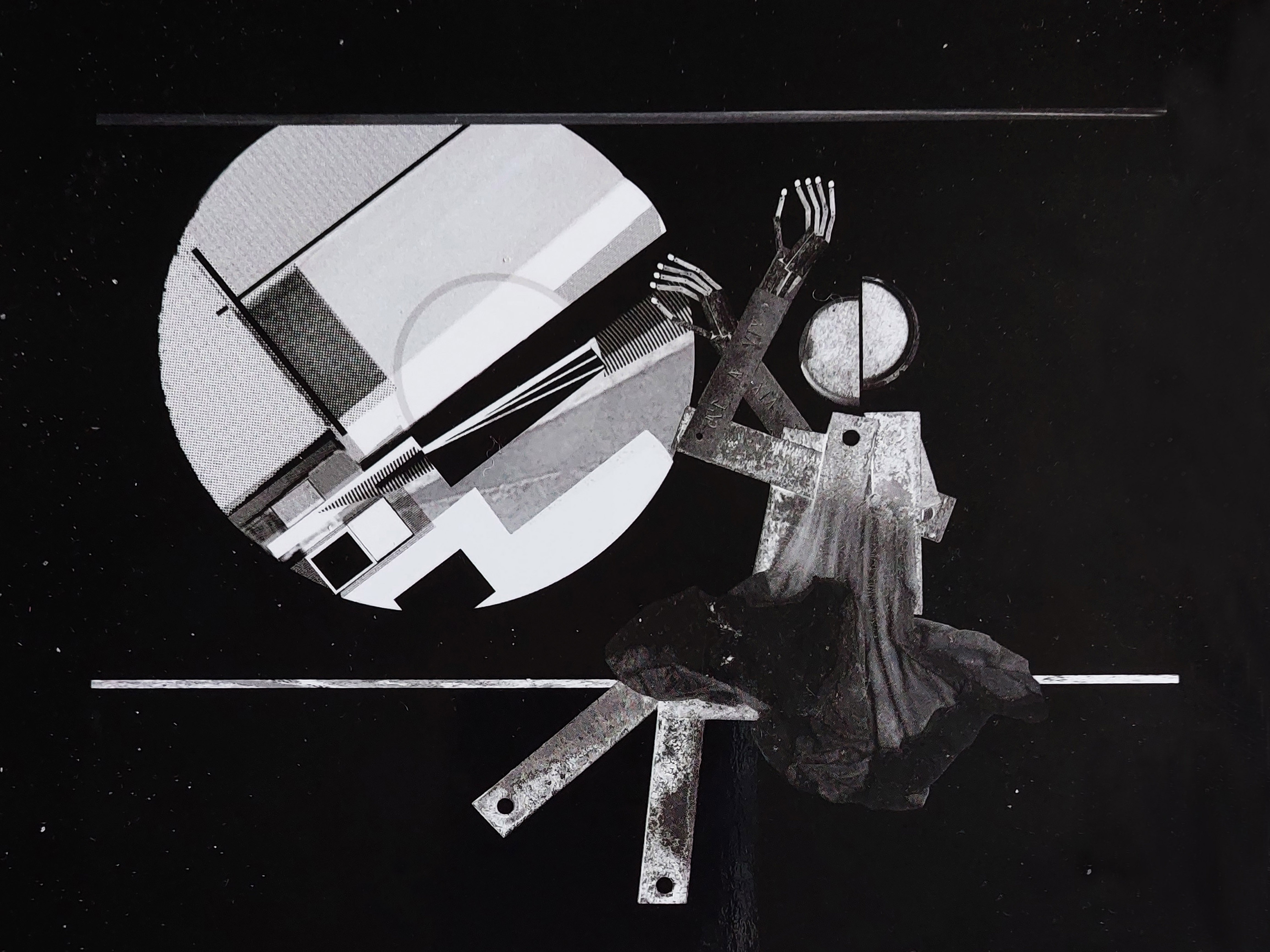
Ружина Шпіцер.Світанок. Цифровий друк. 2017

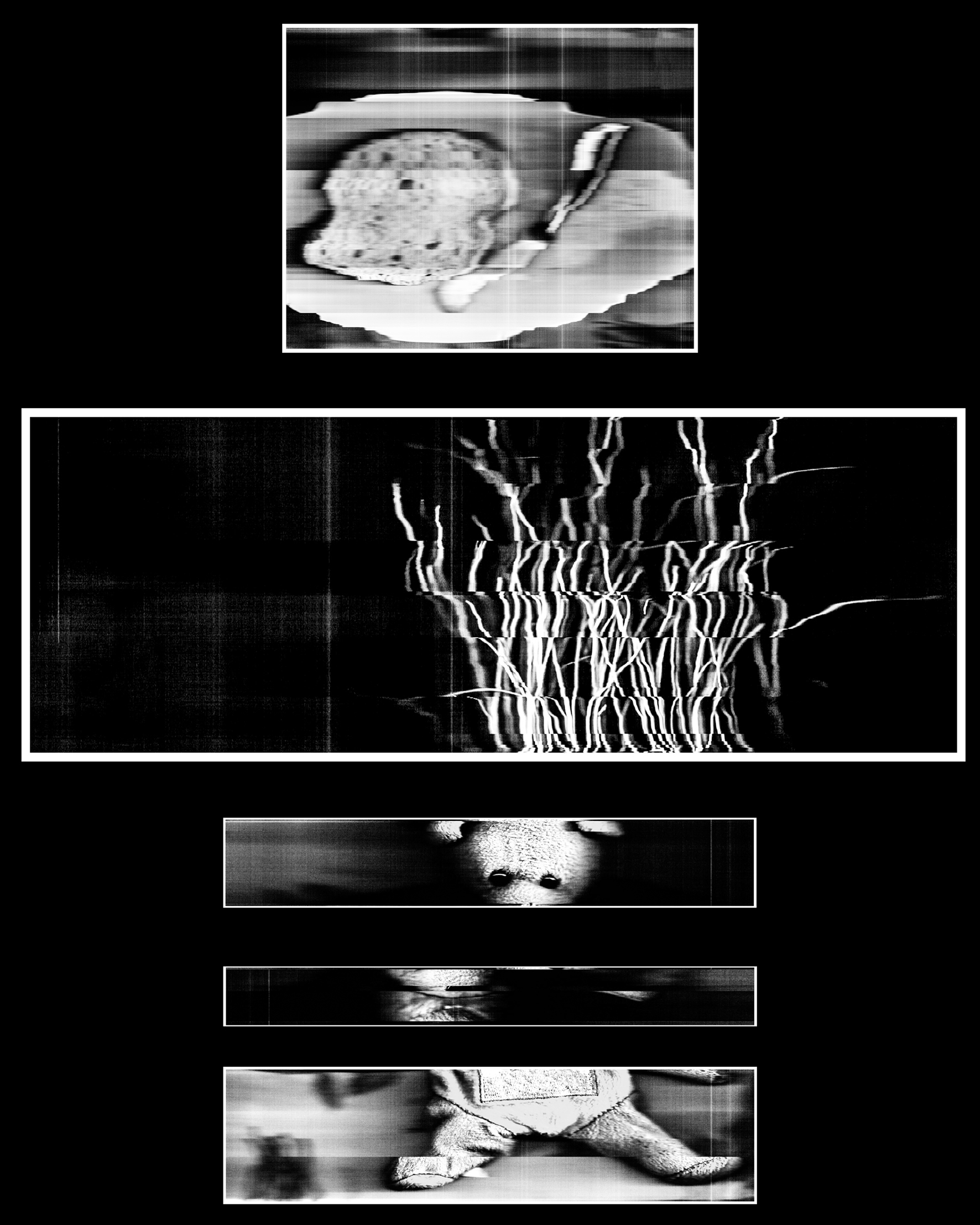
Ружина Шпіцер.Укриття. Цифровий друк. 2019

Ружина Шпіцер народилася 17 березня 1986 року в  румунському м.Орадя. В Угорщині вона закінчила   Університет Яноша Кодолани, факультет медіа та комунікаційних  досліджень (2008); нині продовжує навчання  в  Сегедському університеті, поглиблюючи знання в галузі візуальної культури, теорії кіно та ін. (2021).
З 2006  року Ружина Шпіцер цікавиться  медіа-мистецтвом і створює перше відео у художній співпраці з  Денешем Ружою. З тих пір вони створили чимало мистецьких робіт разом та індивідуально,  а також в якості  кураторів проектів на фестивалях і  виставках медіа-арту.
У 2017 Ружину було прийнято до Угорської Асоціації Електрографічного Мистецтва,  а у 2020 було обрано віце-президентом УАЕМ  (на чолі з президентом  Агнесою Хааш).
Ружина Шпіцер  відома своїми візуальними експериментами в опануванні й  поєднанні  різноманітних технік,  що розширює творчі можливості мистецтва.   Так, вона створила серію цифрових  робіт,  поєднануючі зображення, отримані за допомогою  сканографії й  фотограми з іншими методами. Художниця майстерно відтворила зафіксовані фігури та органічні елементи, із специфічною грою  світлих  і темних силуетів, керуючись ідеєю антропоморфізму.  В цій серії вигадливі істоти, що складаються з металевих пластин і тендітних стебел, оживають та  рухаються, ніби виражаючи певні людські  емоції. Таким чином, природні елементи рукотворних об’єктів з’єднуються авторським задумом, демонструючи взаємодоповнюваність між  стихійною та цивілізованою сферами.
Окрім творів статичних зображень Ружина має чималий доробок рухомих, серед яких  фільми короткометражні, анімаційні, документальні та художні відео. Вона є автором та співавтором  понад 200  фільмів та робіт цифрового мистецтва, які демонструвалися на міжнародних кінофестивалях і виставках по всьому світу. 
Мистецтвознавець Габор Геленсер,  коментуючи творчість Ружини Шпіцер і Денеша Ружи, відмічає: «…техніка, використана в роботах, тісно пов’язана з її когнітивною спрямованістю. Відео, комп’ютерна графіка, електрографія, які тут демонструються, незважаючи на всю свою абстрактність, завжди включають людський елемент. Можливо, цифрова віртуальність заперечує реальність, …але людина тут завжди присутня; це історія про нас, як  ми все робимо, спостерігаємо, практикуємо».

Ружина бере активну участь в організації міжнародних виставок асоціації УАЕМ — «Матрікс», «Агора Дігіталіс», «Мега Піксель», «Арт Маркет» та ін. Вона заохочує творчу співпрацю з іноземними художниками, серед яких Віра Девід (Канада), Анталь Люкс (Німеччина), Єва Кіпп, Беаті Чето (Нідерланди),  Чанг-Су Кім (Південна Корея) ,  Олена Голуб (Україна)   та нші.

## Нагороди
- Кращий експериментальний короткометражний фільм, Арлінгтонський кінофестиваль, США,2020.[6](англ.)

- Гранд-прі  виставки «Матриці – малі світи: Спадщина   В. Кандинського».УАЕМ, Будапешт,2017,с.14.ISBN 978-963-88263-3-6[7](англ.)/(угор.)

- 3-я премія - найкраща експериментальна анімація - Всесвітнє свято анімації (Театр Гарріхаузена, Калвер-Сіті, Каліфорнія, США, 2015).[8](англ.)

- Приз журі - UNESCO-MNB (Міжнародний день джазу, 2014).[9](англ.)